# Wurzel-Jesse-Fenster (Guern)

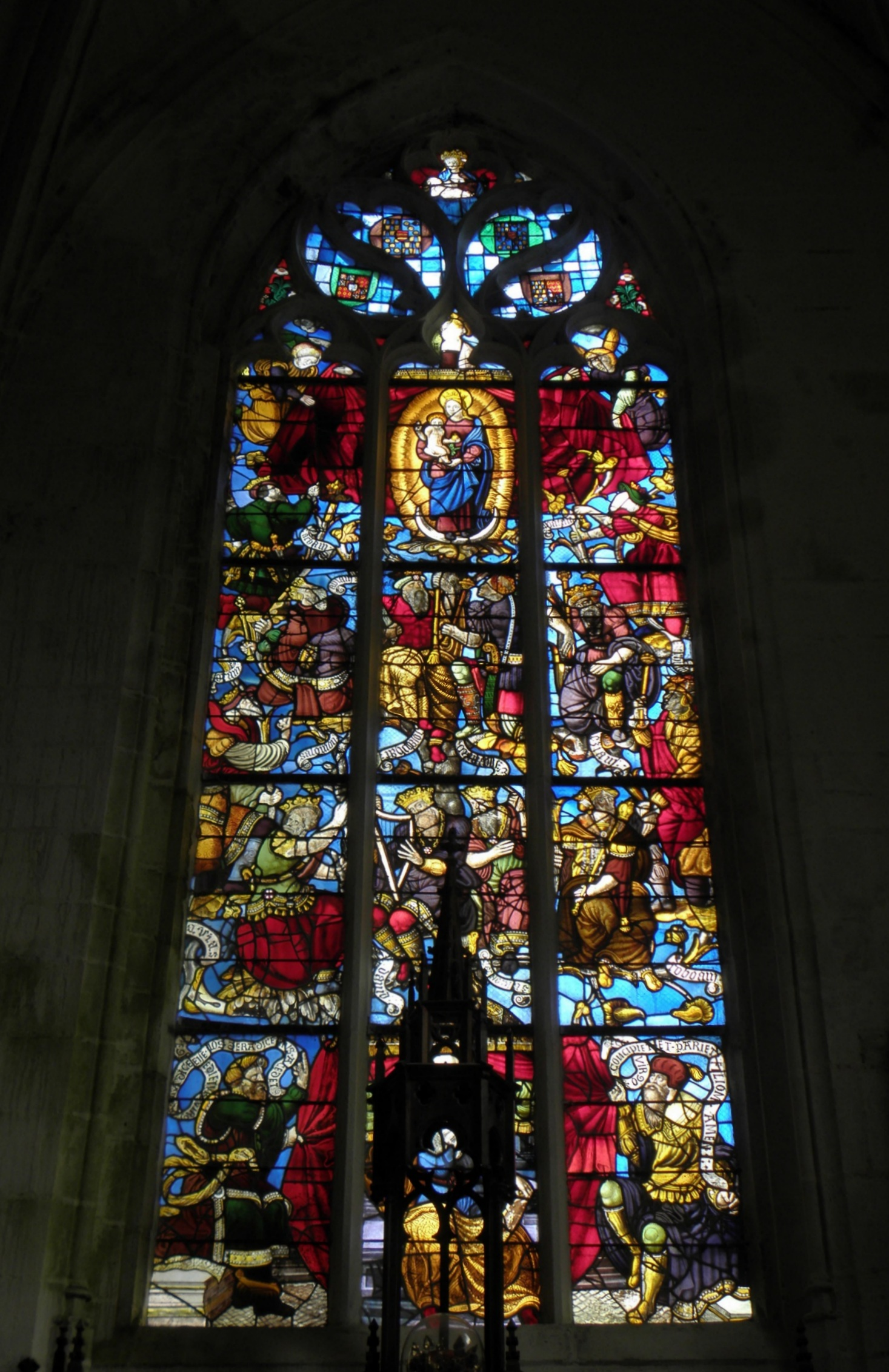
Wurzel-Jesse-Fenster in Guern

Das Wurzel-Jesse-Fenster in der katholischen Basilika Notre-Dame von Quelven, einem Ortsteil der französischen Gemeinde Guern  im Département Morbihan in der Region Bretagne, wurde im 16. Jahrhundert geschaffen. Das Bleiglasfenster wurde 1840 als Monument historique in die Liste der Baudenkmäler in Frankreich aufgenommen.
Das 5,40 Meter hohe und 2,20 Meter breite Fenster im Querhaus wurde von einer unbekannten Werkstatt geschaffen. Es zeigt die Wurzel Jesse, ein weit verbreitetes Bildmotiv der christlichen Kunst des Mittelalters und der frühen Neuzeit. Es wird der Stammbaum Christi in Gestalt eines Baumes dargestellt, der aus der Figur Jesses herauswächst, dem Vater König Davids. Jesse wird schlafend gezeigt und als folgende Zweige des Baumes erscheinen David und weitere elf Könige Israels. Den Abschluss bildet die Darstellung Marias mit Kind.
Neben dem Wurzel-Jesse-Fenster ist noch das Christophorusfenster aus der Zeit der Renaissance in der Kirche erhalten.

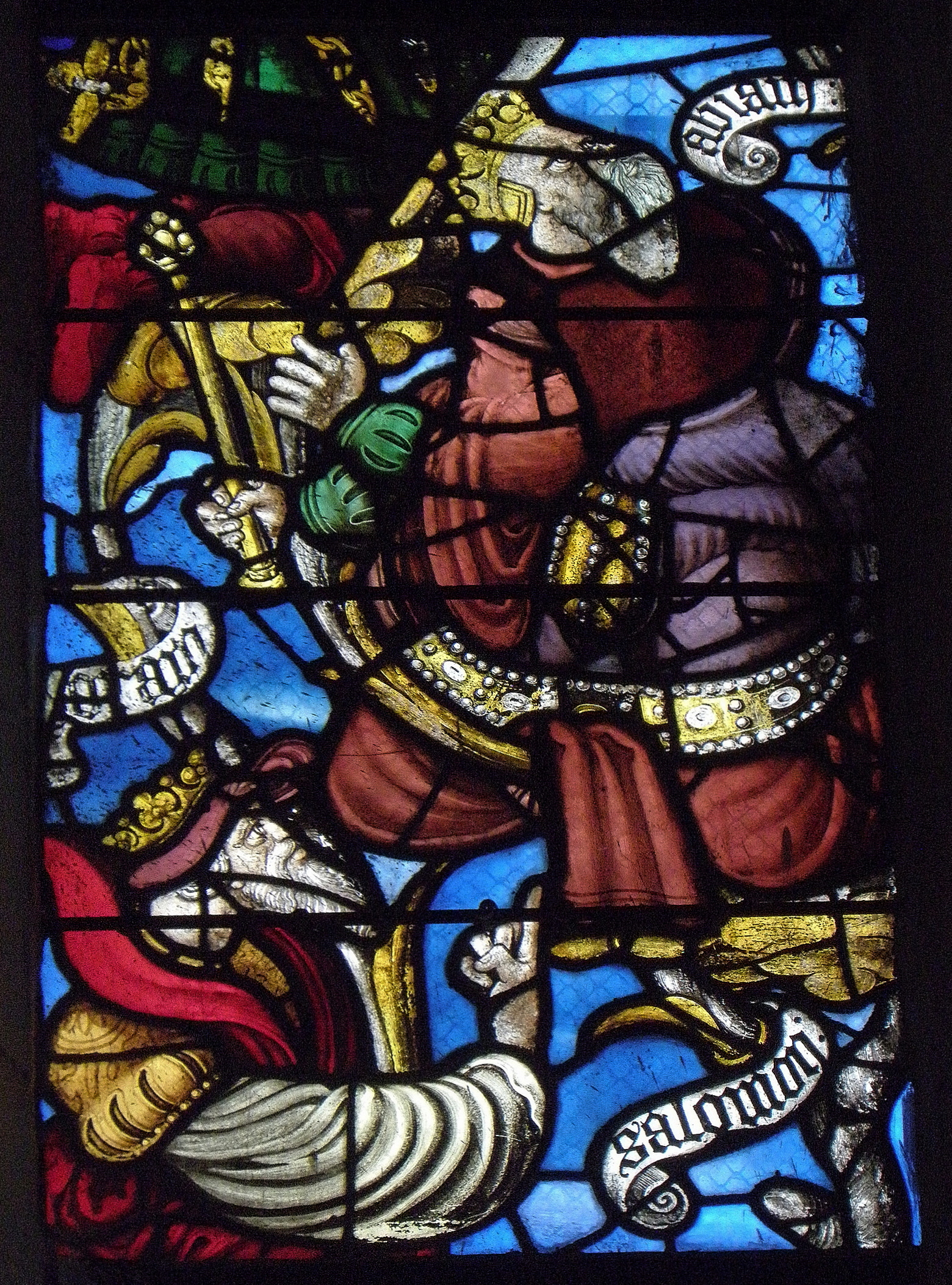
Salomon
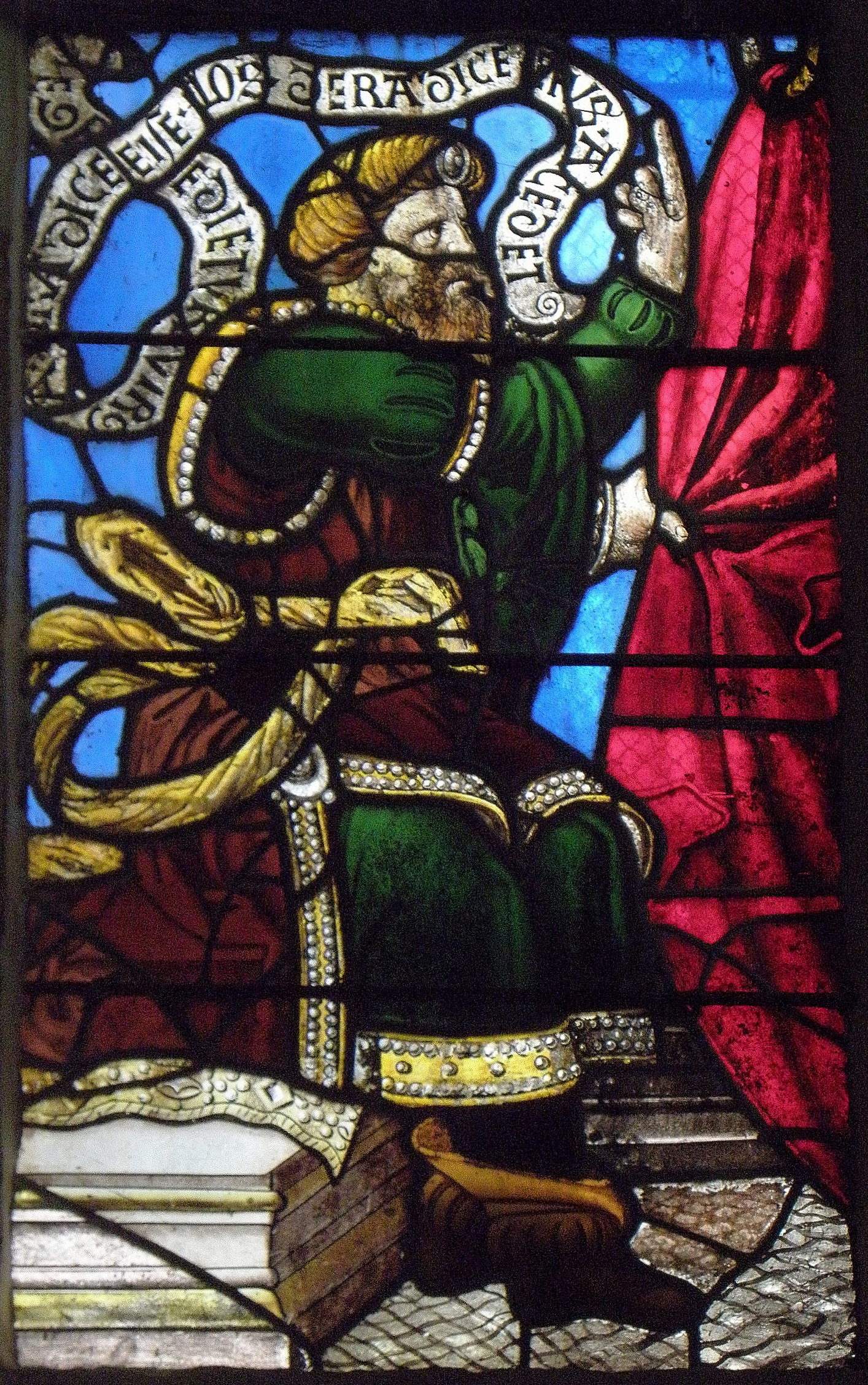
?
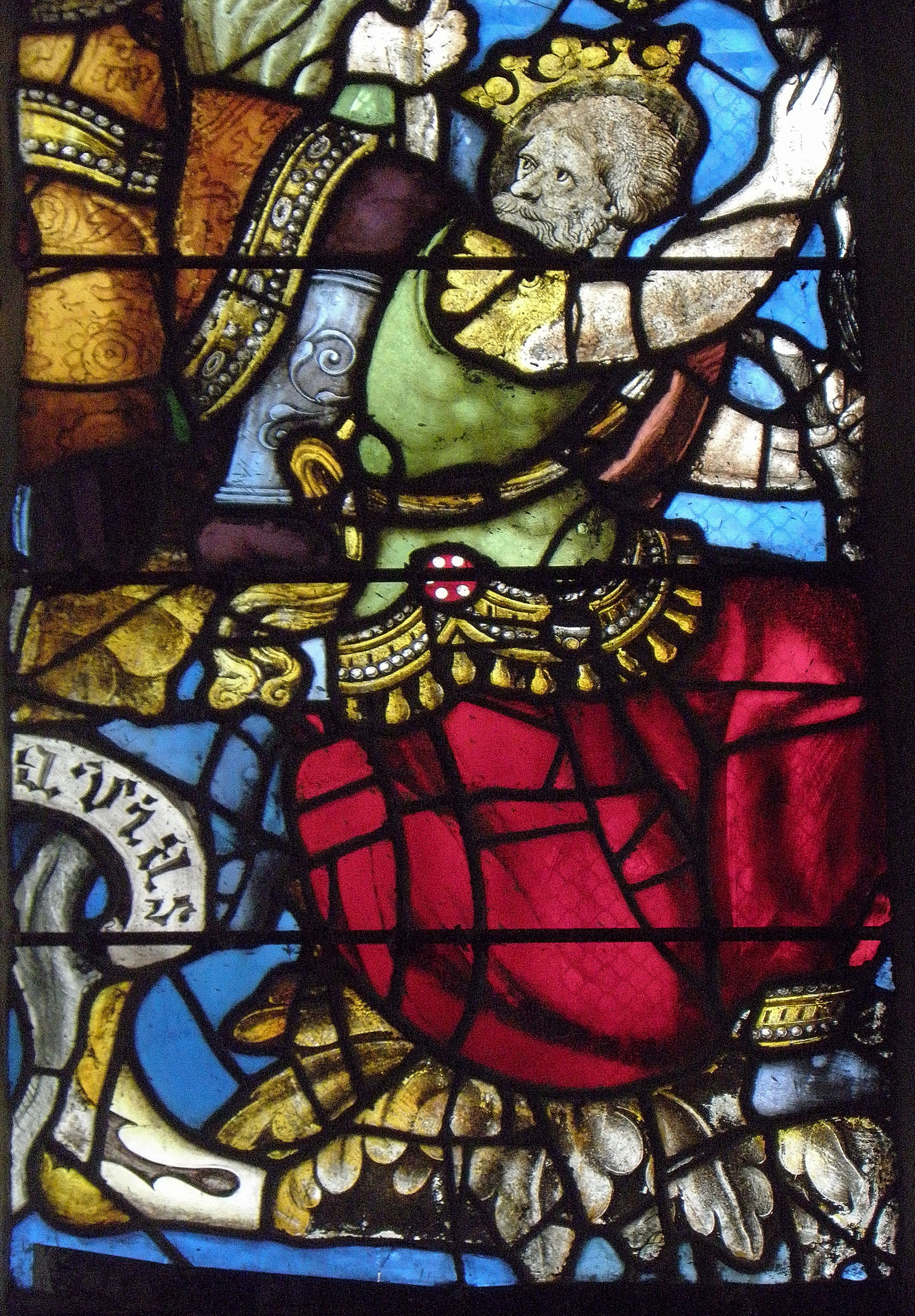
?
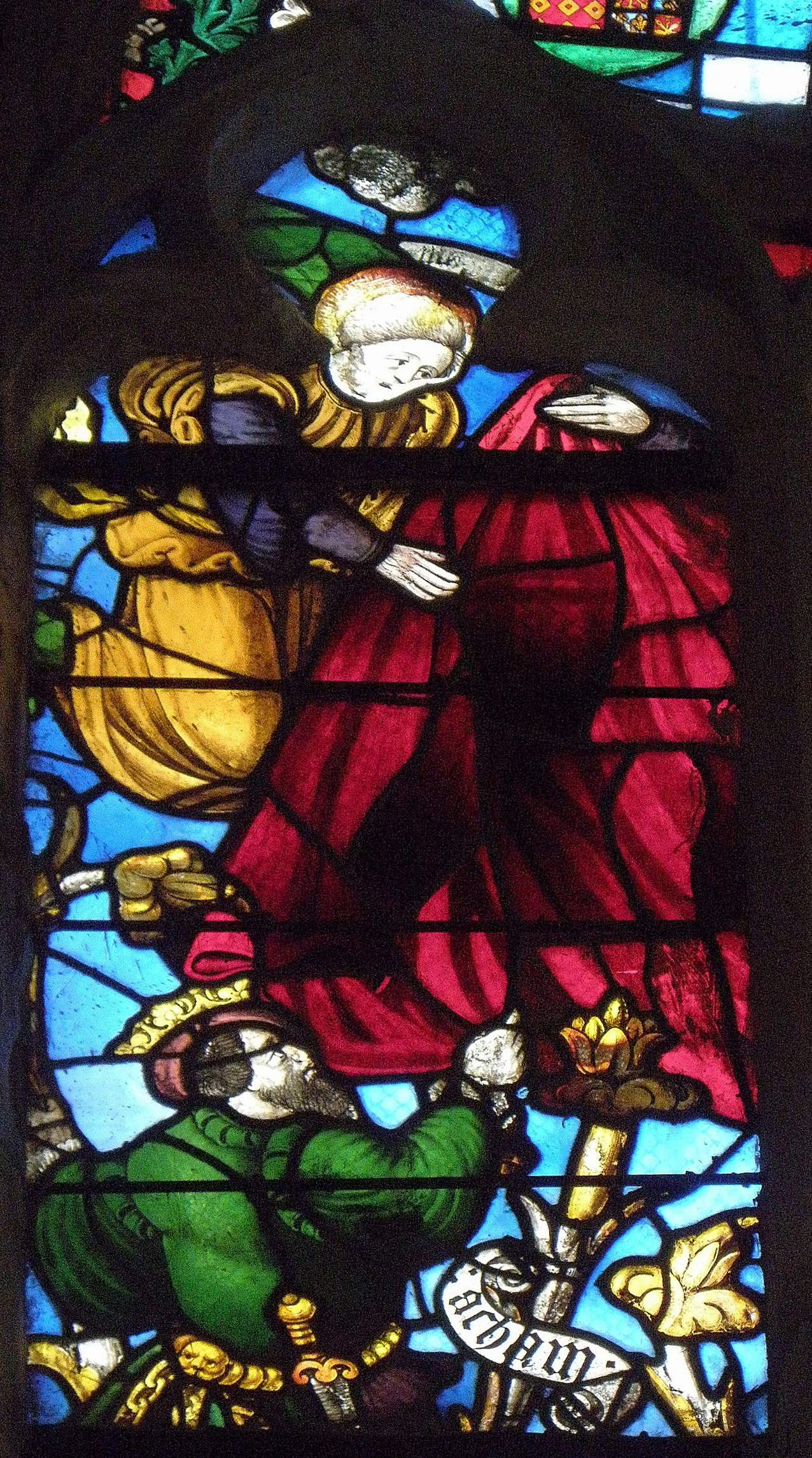
?
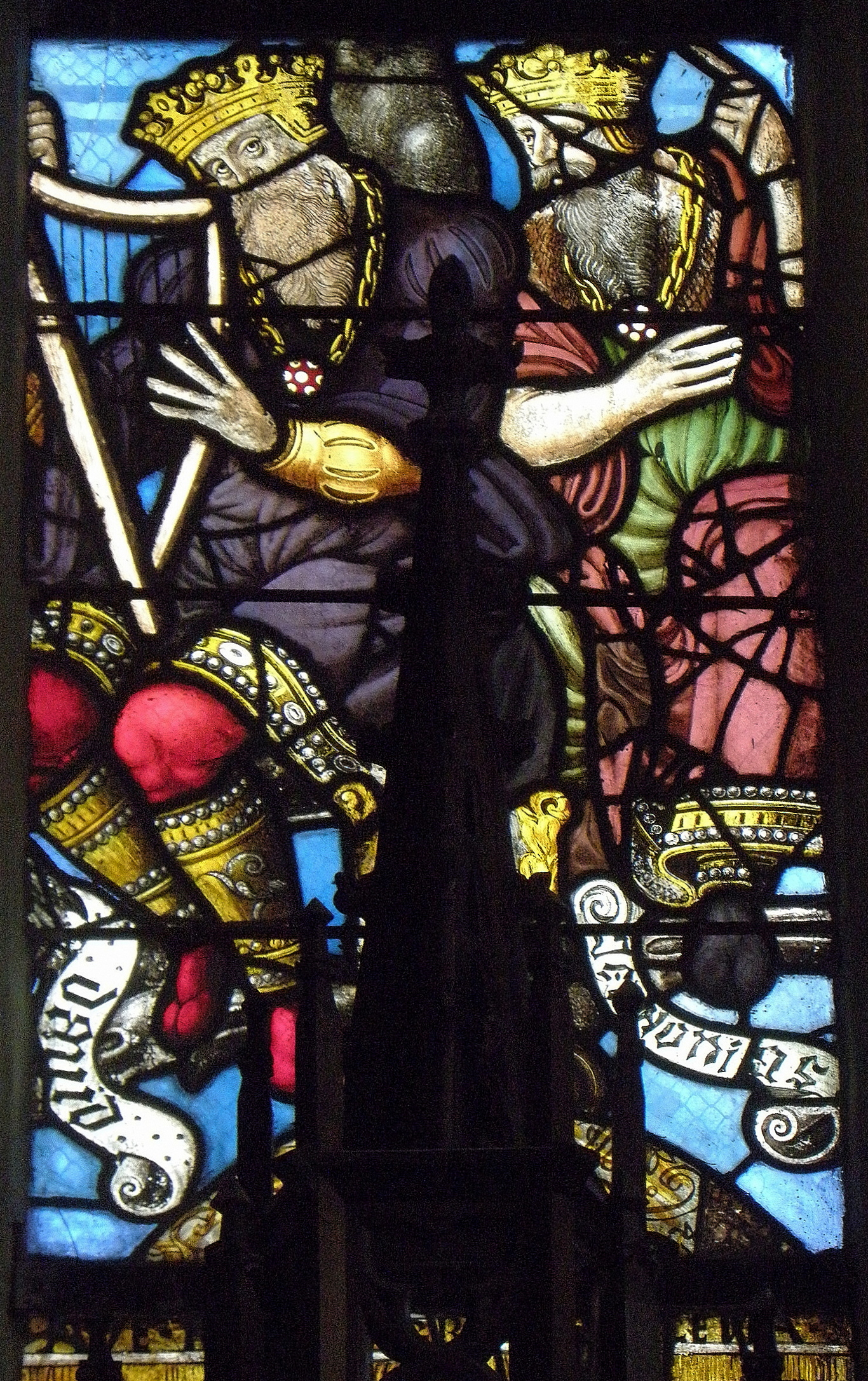
David mit Harfe
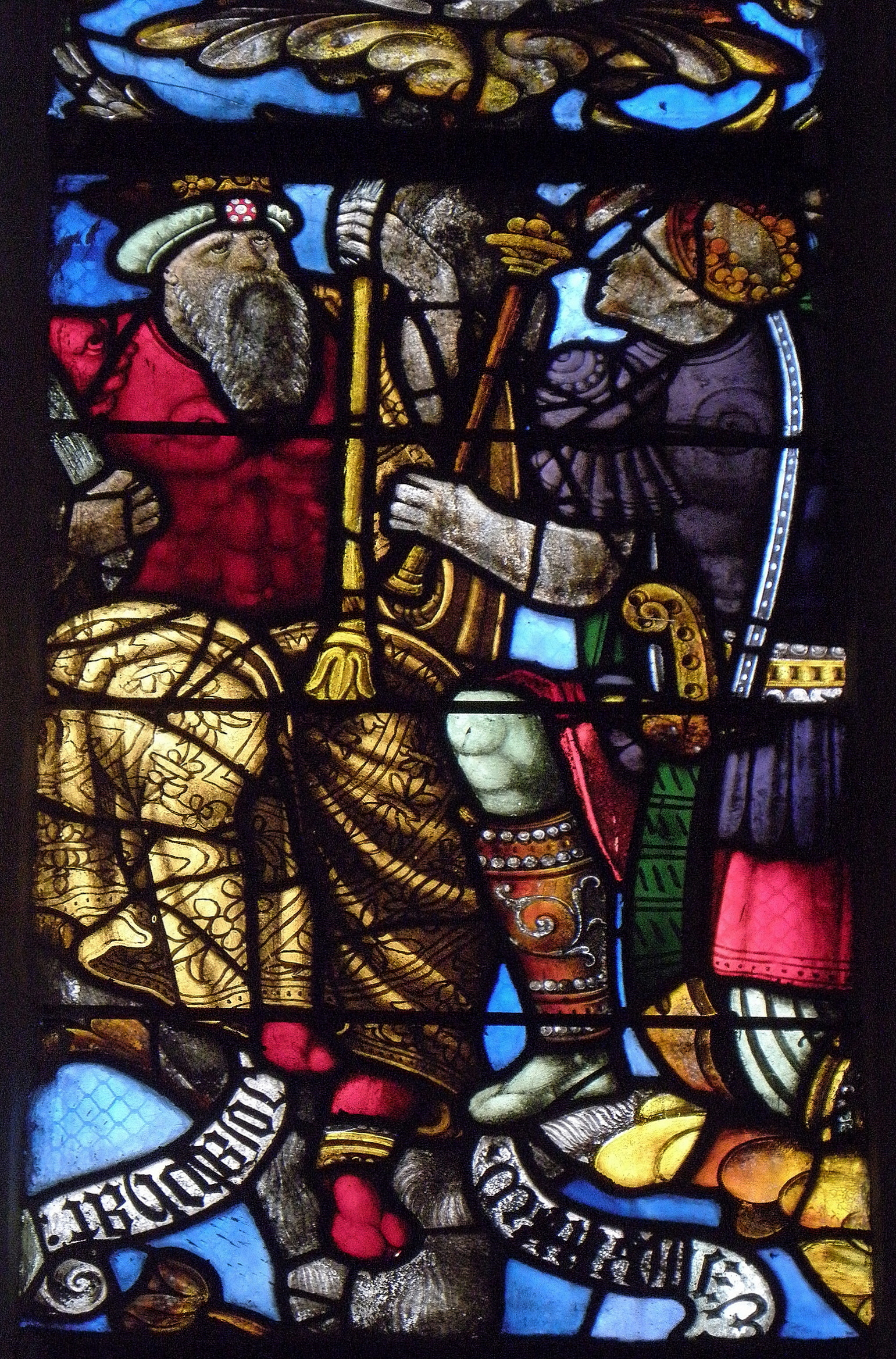
Joschija
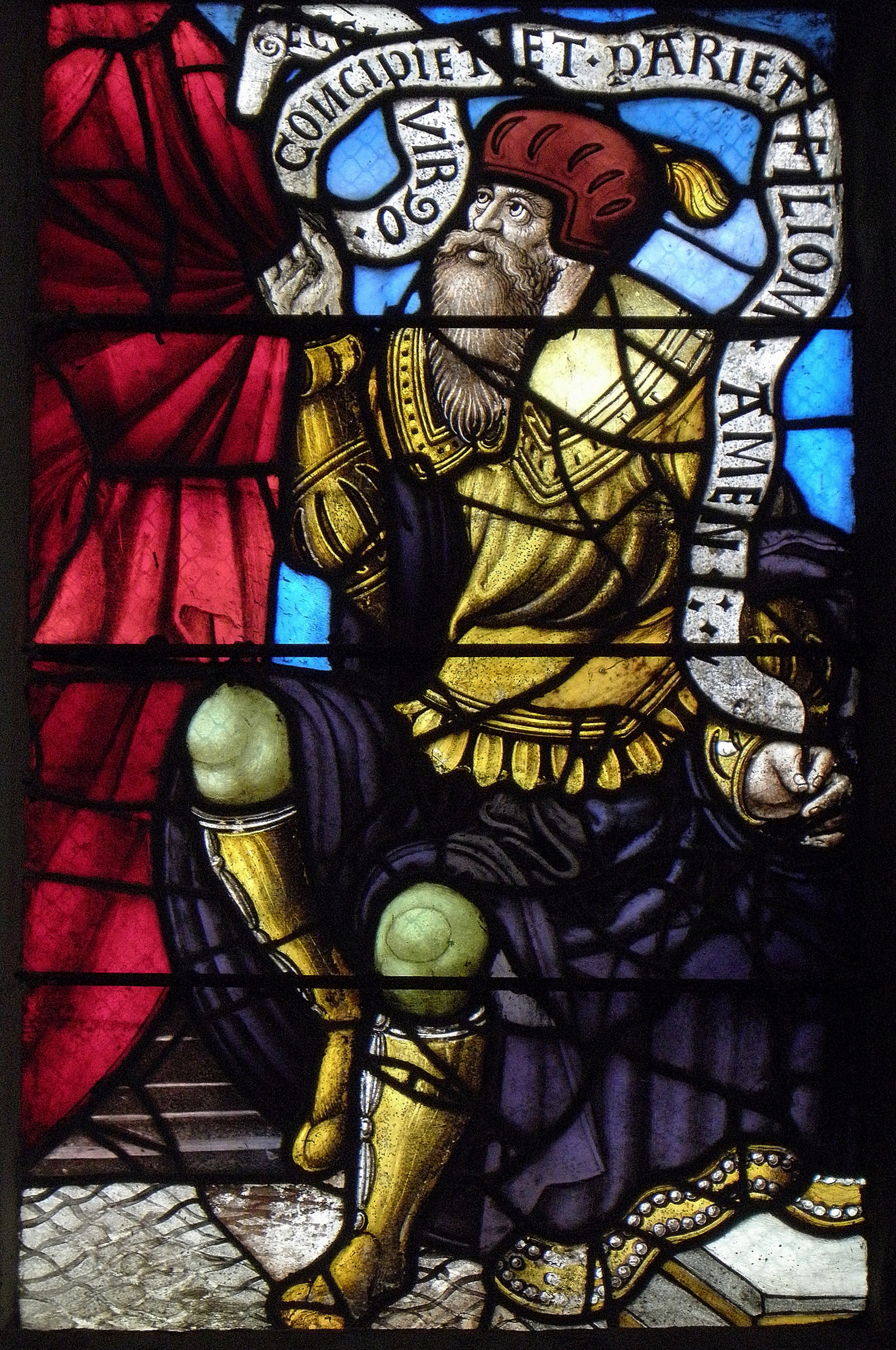
Jesaja
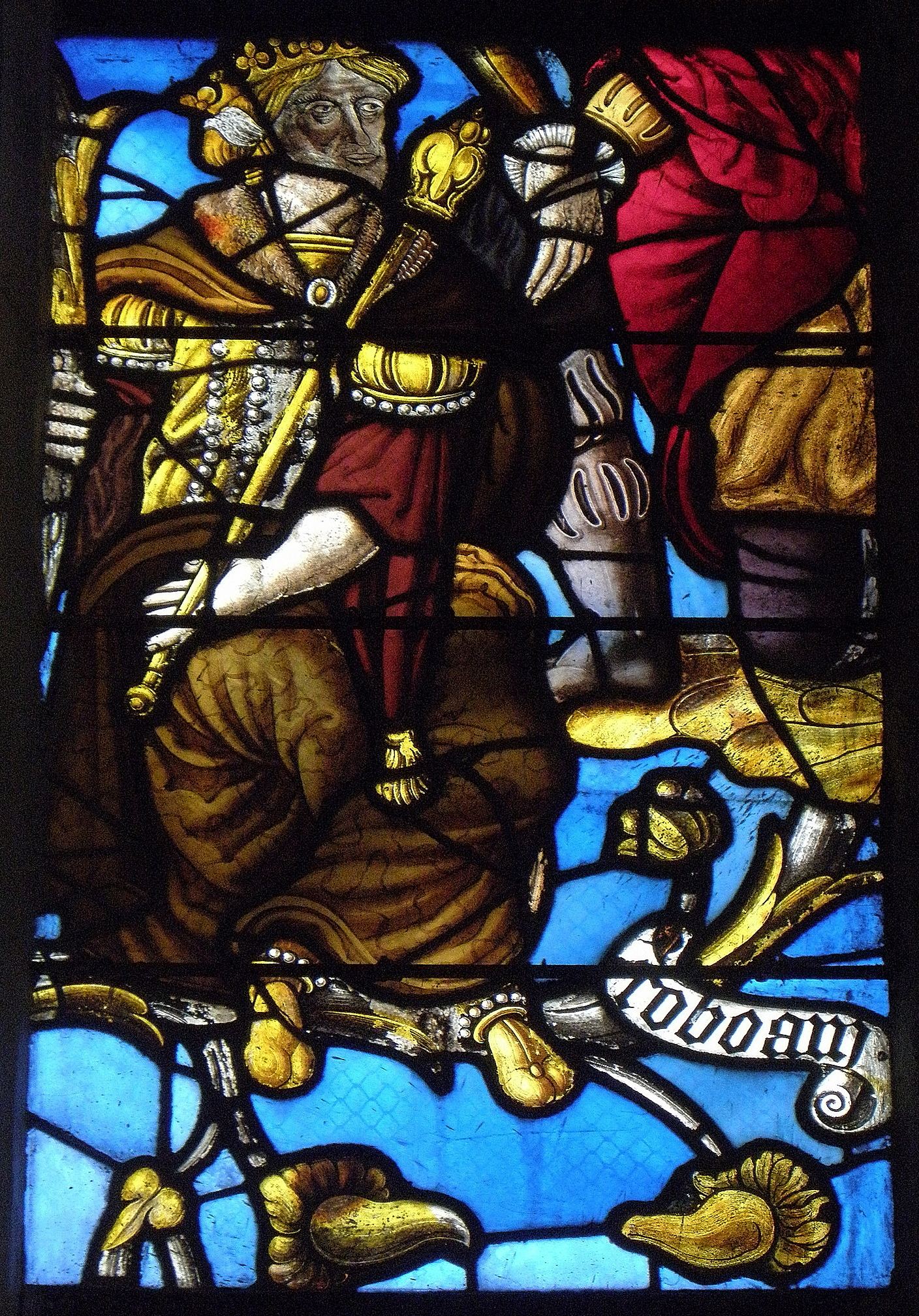
Jerobeam II.
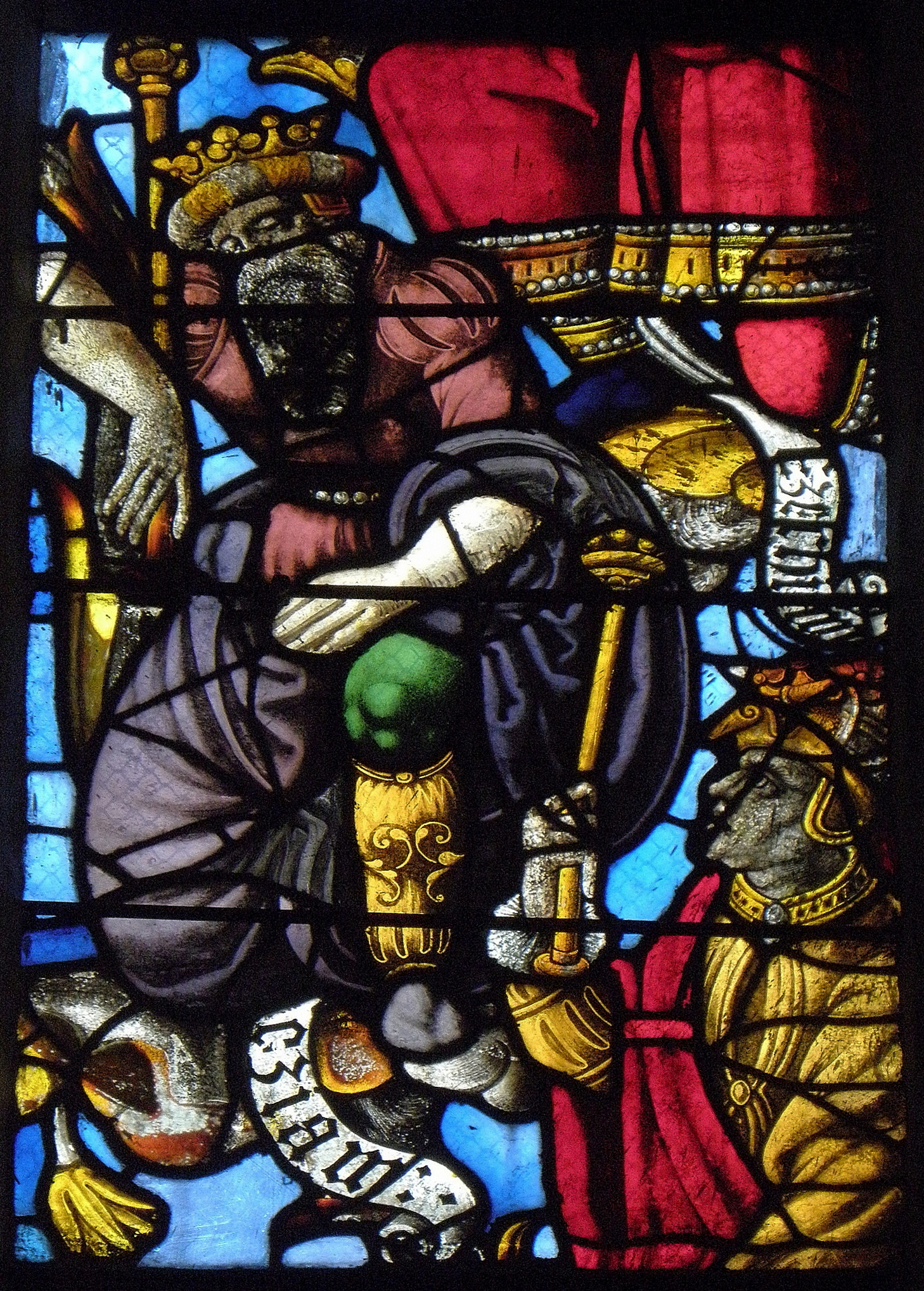
?
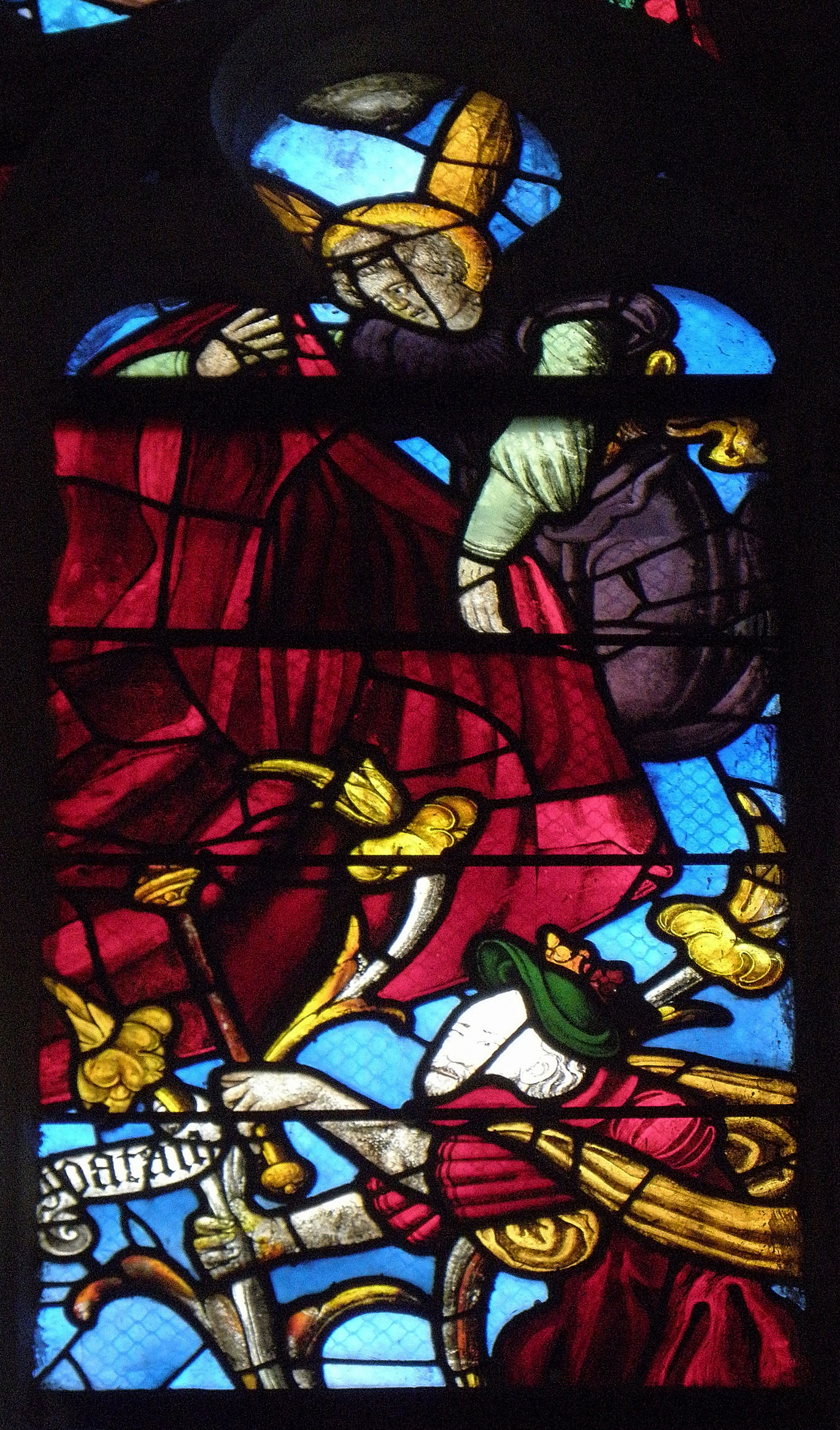
Engel und ?
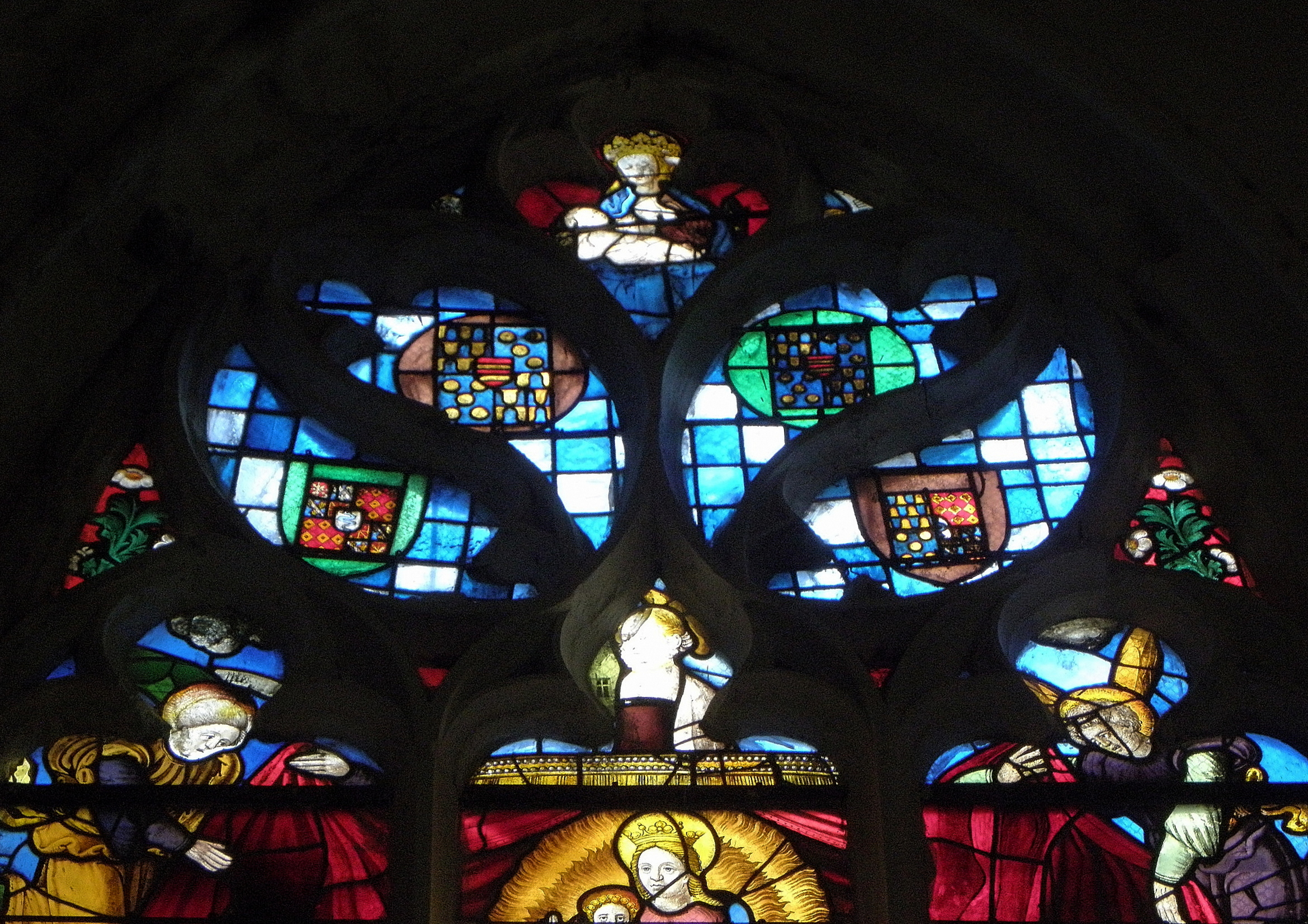
Maßwerk mit Maria lactans und Wappen der Stifter